# JAIRO Cloud
JAIRO Cloud（ジャイロ・クラウド）とは、国立情報学研究所が構築・運用している共用リポジトリサービスである。

## 概要
JAIRO Cloudは、SaaS型の機関リポジトリ構築環境である。国立情報学研究所が構築・運用し、2012年4月より正式にサービスを開始した。システム構成としては、NetCommonsベースの機関リポジトリソフトウェアであるWekoを採用しており、JAIRO Cloud参加機関がWekoを利用して機関リポジトリをJAIRO Cloud上に構築することができる。
本サービス開始時は、JAIRO Cloudの参加対象機関は当初機関リポジトリを持っていない小規模の大学・研究機関を想定していたが、2014年1月より既に構築された機関リポジトリの移行の受け入れを開始し、同年5月に筑波大学の機関リポジトリであるTulips-RがJAIRO Cloudに移行したことを皮切りに、独自に機関リポジトリを構築してきた大学・研究機関も一部JAIRO Cloudへの移行を始めている。
2016年7月のオープンアクセスリポジトリ推進協会（JPCOAR）の設立に伴い、JAIRO Cloudはオープンアクセスリポジトリ推進協会と国立情報学研究所の共同運営となり、コミュニティサイトやユーザ窓口等の運用はオープンアクセスリポジトリ推進協会が担っており、利用機関はオープンアクセスリポジトリ推進協会への参加が必須となっている。また、2017年4月からJAIRO Cloudの課金を開始した。
導入機関は、2024年3月時点で750機関。

## サービス内容
利用機関はJAIRO Cloud上でコンテンツを持続的に登録・公開することが可能となる。利用機関が主要に管理・利用できるサービス範囲は以下のとおりである。
- コンテンツ登録・公開
- コンテンツ流通
- 統計データの集計

## 背景
これまで学術研究機関が自機関の機関リポジトリサービスを提供する方法として、DSpaceなどの機関リポジトリソフトウェアを使って独自に構築することが主流であった。そのため、システム調達にかける予算や技術力が確保できない小中規模の機関は機関リポジトリを構築することができないという問題があった。
文部科学省科学技術・学術審議会が2009年にまとめた「大学図書館の整備及び学術情報流通の在り方について（審議のまとめ）」では、事務体制や技術的な問題から機関リポジトリを独自で構築することが困難な機関があることから、各機関が共通利用できる共用リポジトリのシステムを構築する必要性が提言されている。
この提言に沿い、2010年度補正予算で予算化され、共用リポジトリ運用のためのシステム資源の導入が決定した。
その一方で、2013年4月の学位規則の改正により、2013年4月以降授与の博士論文をインターネット利用による公表（大学等の機関リポジトリでの公開）が原則とされるなど、機関リポジトリ設置の需要は高まりを見せていた。
JAIRO Cloudのサービス開始によって、これまで独自の機関リポジトリ構築が困難であった学術研究機関のリポジトリ設置が進み、2012年時点で17%であった全国公私立大学のリポジトリ設置率が、2014年時点では41%まで向上した。
2014年、スタンフォード大学が主催する「研究図書館によるイノベーション賞 (Stanford Prize for Innovation in Research Libraries；SPIRL) 」の功労賞 (Commendations of Merit) を受賞した。

## 運用体制
JAIRO Cloudのシステムの保守運用は国立情報学研究所が行っているが（2017年7月以降、オープンアクセスリポジトリ推進協会との共同運営に変更）、公式サイトでは参加機関同士が意見を交換し合えるサポートフォーラムの設置、参加機関が協働して作成したマニュアルの掲載など、参加機関コミュニティによる相互のサポートを促している。